# Ansigtsdetektion
Face Detection er en computerteknologi, der bestemmer placering og størrelse af menneskelige ansigter i vilkårlige (digitale) billeder. Den registrerer ansigtstræk og ignorerer alt andet, såsom bygninger, træer og organer.
| Lyd og billede | Spire Denne artikel om billed- og lydteknologi er en spire som bør udbygges. Du er velkommen til at hjælpe Wikipedia ved at udvide den. |